# Olvídate de Mí (canção de Natalia Lacunza)
"Olvídate de Mí" (estilizado em letras minúsculas) é uma canção da cantora e compositora espanhola Natalia Lacunza, lançada em 23 de janeiro de 2020, sendo o primeiro single a ser lançado de seu segundo álbum, o EP2.

## Videoclipe
Esse single tem um videoclipe bem pessoal que mostra diversas imagens da cantora. Imagens nas quais podemos apreciar olhares bem profundos de Natalia Lacunza. Também há momentos de grande escuridão, mas acima de tudo, predominam o fogo e as flores. Isso dialoga perfeitamente com a mensagem da música, que é dizer adeus a uma pessoa que você amou. 